# 언필드 문화
언필드 문화(Urnfield culture)는 후기 청동기 시대(기원전 1300년 경부터 기원전 700년경)의 온대 유럽 일대의 주요 문화이다. 영어로 유골함이 묻힌 들판이라는 뜻의 '언필드'(urnfield)라는 이름은, 죽은 자를 화장하고 그 유골을 항아리에 담아 밭에 묻는 이 문화 유적에서 발견된 관습에서 유래했다. 유럽의 많은 지역에서 언필드 문화는 투물루스 문화를 이었고, 할슈타트 문화로 계승되었다. 일부 언어학자와 고고학자들은 이 문화를 원시 켈트어 또는 켈트 이전의 언어군과 연관시켰다.

## 연대
독일 남서부와 같은 일부 지역에서는 언필드 문화가 기원전 1200년경(할슈타트 A 또는 Ha A의 시작부)에 존재했지만, 청동기 D 리크제 단계에는 이미 화장이 포함되어 있었다고 믿어진다. 청동기 시대 중기에서 언필드 문화로의 이행이 점진적으로 진행됨에 따라 그것을 어떻게 정의할 것인가에 대한 질문이 있었다.
언필드 문화는 다음 철기 시대의 할슈타트 문화(Ha C 및 D)와 혼동되지 않도록 파울 라이네케의 연대기 시스템에서 할슈타트 A 및 B 단계(Ha A 및 B)를 다룬다. 이것은 북부 청동기 시대의 몬텔리우스 III-IV 단계에 해당한다. 라이네크의 청동기 D 포함 여부는 작가 및 지역에 따라 다르다.
언필드 문화는 다음과 같은 하위 단계로 나뉜다. (뮐러 – 카르페 젠, 기반)
|       | 기원전 연대 |
| ----- | ----------- |
| BzD   | 1300–1200   |
| Ha A1 | 1200–1100   |
| Ha A2 | 1100–1000   |
| HaB1  | 1000–800    |
| HaB2  | 900–800     |
| Ha B3 | 800–750     |

자료가 여성 매장물로만 구성되어 있기 때문에 Ha B3 단계의 존재에 대해 논쟁이 있다. 임의의 100년 범위에서 볼 수 있듯이 단계의 연대 측정은 매우 도식적이다. 단계는 유형학적 변화를 기반으로 하며, 이는 전체 분포에서 엄격하게 동시대일 필요가 없음을 의미한다. 전반적으로 더 많은 방사성 탄소 및 덴드로-연대측정이 매우 바람직할 것이다.

## 기원
언필드 문화는 이전의 투물루스 문화에서 성장했다. 전환은 도예와 매장 의식에서 점진적으로 진행되었다. 독일의 일부 지역에서는 화장과 매장이 동시에 존재했다. (뵐퍼스하임층) 일부 무덤에는 초기 언필드 유형(멘겐)과 함께 고분 문화 도기와 언필드 도검(크레스브론, 보덴제크라이스) 또는 고분 문화 절개 토기가 결합되어 있다. 북부에서는 언필드 문화가 HaA2 기간에만 채택되었다. 언필드 문화는 이전의 투물루스 문화에서 성장했다. 전환은 도예와 매장 의식에서 점진적엘무젠(독일 바트 아이블링)의 늪에 퇴적된 16개의 핀은 청동기 B부터 초기 언필드 시기(Ha A)까지의 전체 연대 범위를 포함한다. 이것은 상당한 의식의 연속성을 보여준다. 루아르강, 센강, 론강의 일부 여울에는 신석기 시대 후기부터 언필드 시대까지의 퇴적물이 있다.
화장 의식의 기원은 기원전 2000년 전반기부터 널리 퍼진 헝가리에서 일반적으로 신봉되었다. 현대의 루마니아 북동부와 우크라이나의 신석기 시대 쿠쿠테니-트리필리아 문화 역시 기원전 5500년경에 화장 의식을 행하고 있었다. 일부 화장은 원시 루사티아와 토슈치네츠 문화에서 발견되기 시작한다.

## 분포와 현지 그룹

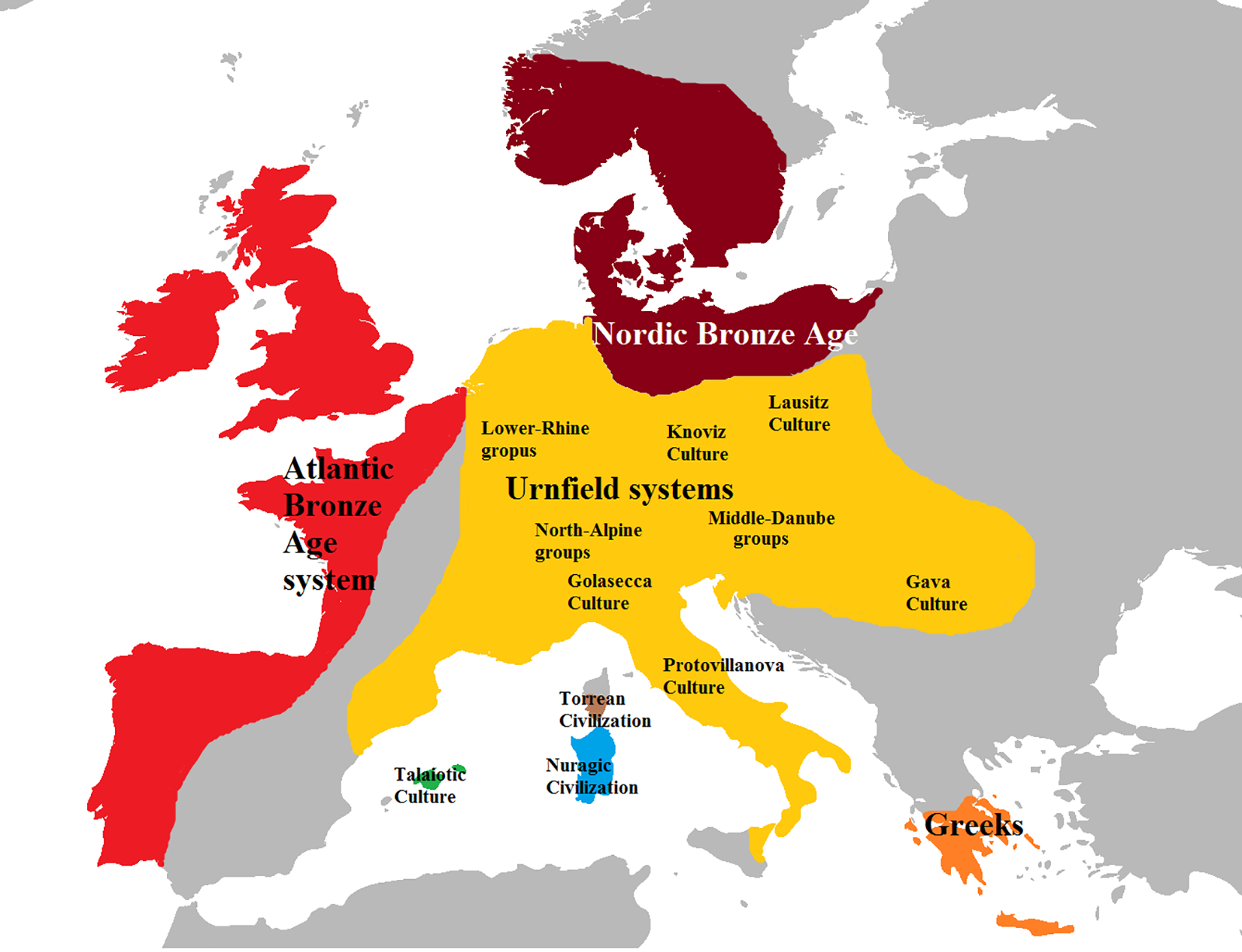
청동기 시대 후기의 유럽

언필드 문화는 헝가리 서부에서 프랑스 동부까지, 알프스에서 북해 부근까지 뻗어 있는 지역에 위치했다. 주로 도기로 구분되는 지역 그룹은 다음과 같다.
- 서부 및 북부 보헤미아 , 남부 튀링겐 및 북동 바이에른의 크노비즈 문화
- 보헤미아 남동부의 밀라브체 문화
- 크노비츠 문화와 남독일 언필드 문화가 혼합된 튀링겐의 언스트루트 문화
- 북부 보헤미아, 루사티아 및 폴란드의 루사티아 문화
- 남독일의 언필드 문화
  - 북동-바이에른 그룹, 하위 바이에른 그룹과 상위 팔츠 그룹으로 나뉜다.
  - 마르부르크, 하나우, 마인강 하류 및 프리트베르커 층을 포함하여 남부 헤세 및 바덴 뷔르템베르크의 마인강 하구-슈바비아 그룹
  - 라인란트-팔라티나테, 스위스 및 프랑스 동부에 있는 라인-스위스 그룹 (프랑스어로 약칭 RSFO)
- 라인강 하류 언필드 문화
  - 로워 헤센 그룹
  - 북-네덜란드-베스트팔렌 그룹
  - 네덜란드 삼각주 지역의 노스웨스트 그룹
- 중세 다뉴브 언필드 문화
  - 벨라티체-바이어도르프, 모라비아와 오스트리아의
  - 카바 문화, 슬로바키아 서부
  - 가바 문화
  - 필리니 문화
  - 키자티체 문화
  - 마코 문화

때때로 이러한 그룹에 속하는 유물의 분포는 예리하고 일관된 경계를 보여주며, 이는 부족과 같은 일부 정치 구조를 나타낼 수 있다. 금속 세공은 일반적으로 도기보다 훨씬 더 널리 분포되어 있으며, 이러한 경계를 따르지 않는다. 넓은 지역의 엘리트를 대상으로 하는 전문 작업장에서 생산되었을 수 있다.
중요한 프랑스 묘지에는 샤트네와 링골스하임 (알자스)이 있다. 독일 코블렌츠 근처 골로링에 특이한 토공사가 건설되었다.

## 관련 문화

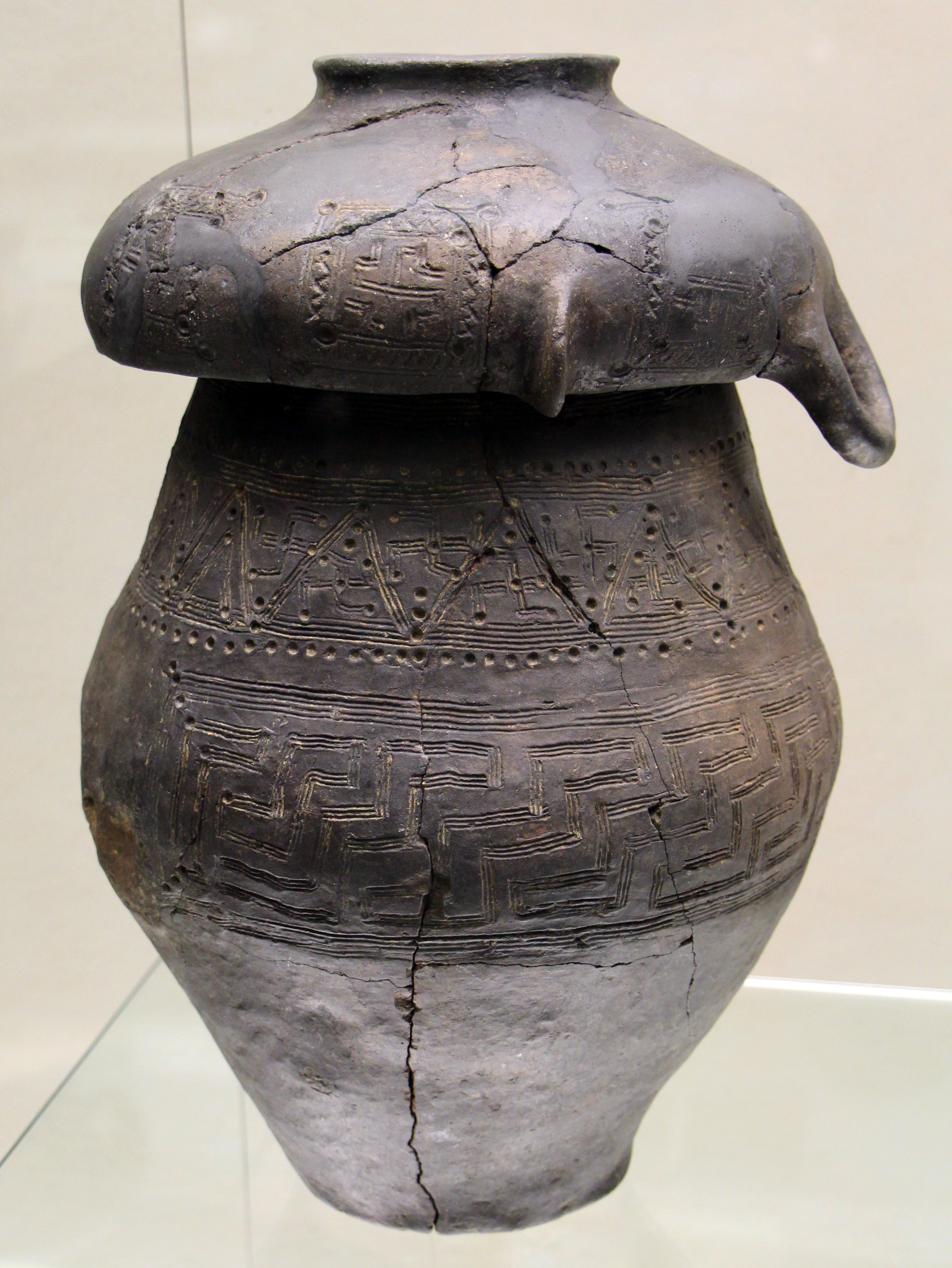
기원전 9-8세기 키우시에서 출토된 빌라노바 시네리 항아리

중부 유럽의 루사티아 문화는 언필드 전통의 일부를 형성하지만, 눈에 띄는 중단없이 철기 시대까지 계속된다.
헝가리 북부와 슬로바키아의 필리니 문화는 고분 문화에서 발전했지만, 항아리 매장도 사용했다. 도기는 가바 문화와 강한 연관성을 보여주지만, 후기에는 루사티아 문화에 강한 영향을 받은 것이 발견된다. 이탈리아 청동기 시대 후기의 카네그라테 및 원시 빌라노바 문화와 철기 시대 초기 빌라노바 문화가 중부 유럽의 항아리 밭과 유사성을 보여준다. 언필드는 프랑스 랑그도크와카탈루냐에서 9세기부터 8세기까지 유물이 발견된다. 매장 관습의 변화는 아마도 더 동쪽의 발전에 의해 영향을 받았을 것이다.
이탈리아 북부의 골라세카 문화는 카네그라테 문화의 연속성으로 발전했다. 카네그라테는 도기와 청동 세공으로 표현된 지역에 완전히 새로운 문화적 역학을 나타내어 언필드 문화, 특히 라인강-스위스-프랑스 동부(RSFO) 언필드 문화의 전형적인 서구 사례가 되었다. 이 지역의 레폰트 켈트어 비문은 골라세카 문화의 언어가 분명히 켈트어였음을 보여주며, 적어도 서쪽 항아리 밭의 RSEF 지역의 기원전 13세기 언어도 켈트어 또는 선구자였을 가능성이 있다.
지명 증거는 또한 언필드 자료와 중부 유럽의 켈트족 언어 그룹과의 연관성을 가리키는 데 사용되었으며, 이것이 켈트족의 조상문화였다고 주장하는 근거가 되었다. 할슈타트 문화의 언필드 층인 Ha A와 Ha B는 초기 켈트족과 관련된 철기 시대 "할슈타트 시대"(Ha C 및 Ha D, 기원전 8-6세기)로 이어진다. 할슈타트 D 시기는 고대 대륙 켈트족과 관련된 고고 문화인 라텐 문화로 이어졌다.
언필드 문화의 영향은 널리 퍼져 이베리아 북동부 해안으로 퍼져나갔고, 그곳에서 내륙의 인근 켈티베리아인은 묘지에서 사용하기 위해 그것을 개조했다. 이베리아반도의 남서부에서 릴도기, 도검 및 볏이 있는 투구와 같은 초기 언필드(청동 D-할슈타트 A) 엘리트 접촉에 대한 증거가 동쪽에서 서쪽으로 발견되었다. 그러한 엘리트 지위 표시자의 출현은 이 지역의 권위 있는 원시 켈트족, 초기 얼필드 금속 세공인으로부터 켈트족 언어의 확산에 대한 가장 간단한 설명을 제공한다.

## 이주

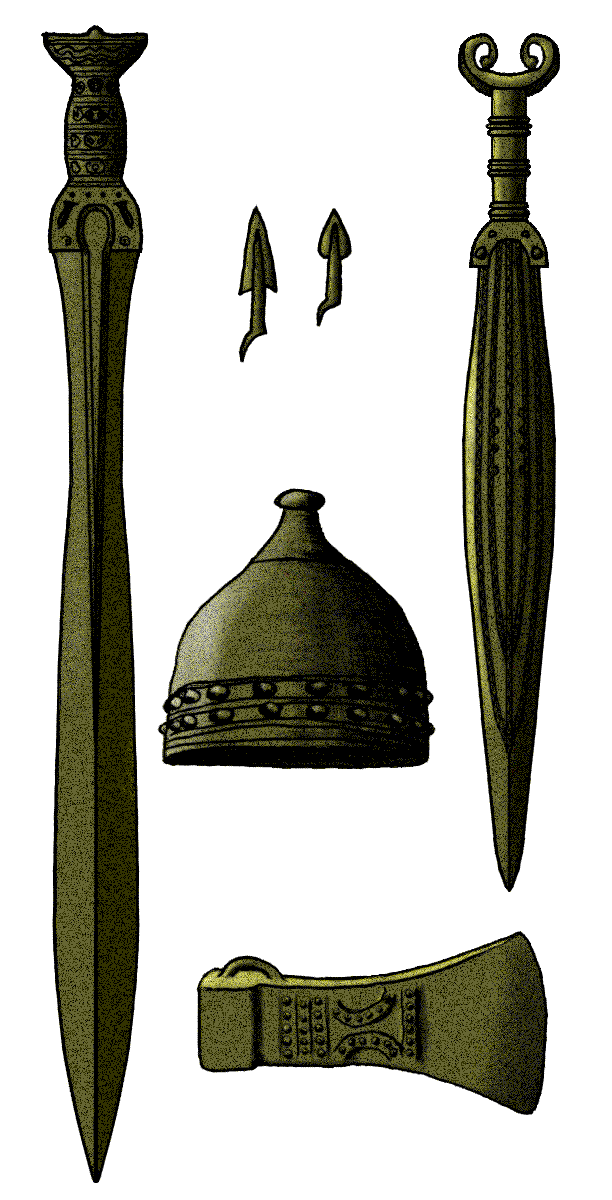
언필드 전사의 갑주

일부 학자들은 언필드 문화의 수많은 보물과 요새화된 정착지(언덕 요새)의 존재를 광범위한 전쟁과 격변의 증거로 간주했다. 서면 출처는 언필드 기원 시기에 동부 지중해, 아나톨리아 및 레반트에서 발생한 여러 붕괴와 격변에 대해 설명한다.
- 전통적인 날짜로 미케네 문화의 끝, 기원전 1200년경
- 트로이 VI의 파괴, 기원전 1200년경
- 바다 민족에 대한 람세스 3세의 전투, 기원전 1195-1190
- 기원전 1180년 히타이트 제국 멸망
- 가나안에 있는 블레셋 사람들의 정착 기원전 1170년경

볼프강 키믹과 페레 보쉬 짐페라를 포함한 일부 학자들은 유럽 전역에 걸친 이주 물결을 가정했다. 이른바 도리아인들의 그리스 침공도 이 맥락에서 볼 수 있다. (최근의 증거에 따르면 도리아인은 기원전 1100년에 붕괴를 촉발한 것이 아니라 미케네 이후의 진공 상태로 이동했음을 시사한다). 더 나은 연대측정 방법은 이러한 사건이 한때 생각했던 것만큼 밀접하게 연결되어 있지 않다는 것을 보여주었다.
보다 최근에 로버트 드류스는 이주 가설을 검토하고 기각한 후 관찰된 문화적 연관성이 사실 부분적으로는 나우에 II 검을 베는 것에 기반한 새로운 종류의 전쟁의 결과로 설명될 수 있다고 주장했다. 전쟁에서 병거를 대체하는 보병. 드류스는 이것이 마리아누 전차에 기반한 중앙집중식 국가에 가져온 정치적 불안정이 이러한 정치 체제의 붕괴를 초래했다고 주장한다.

## 민족

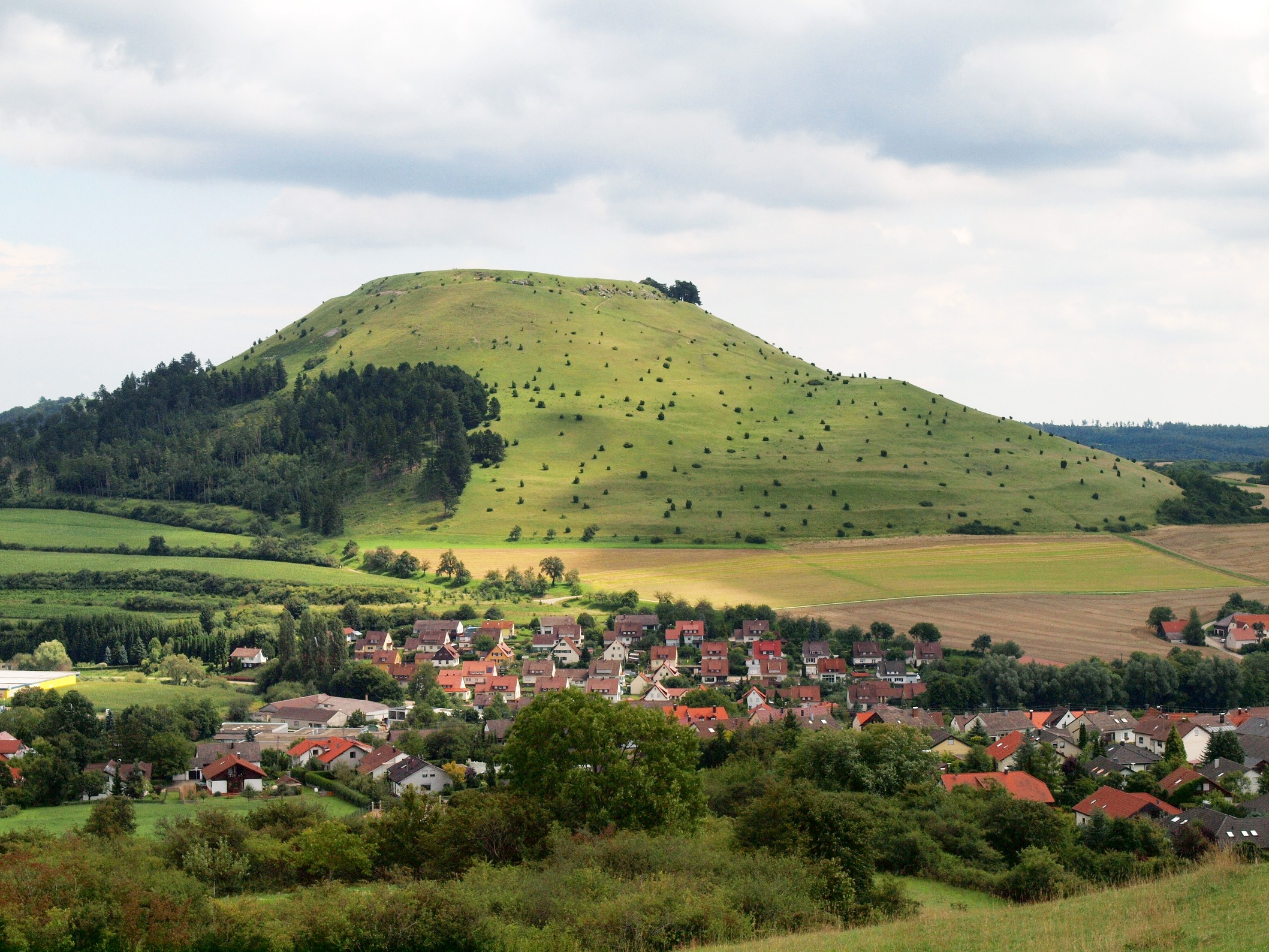
입프, 독일 그 정상은 언필드 시대에 평탄하고 요새화되었다.

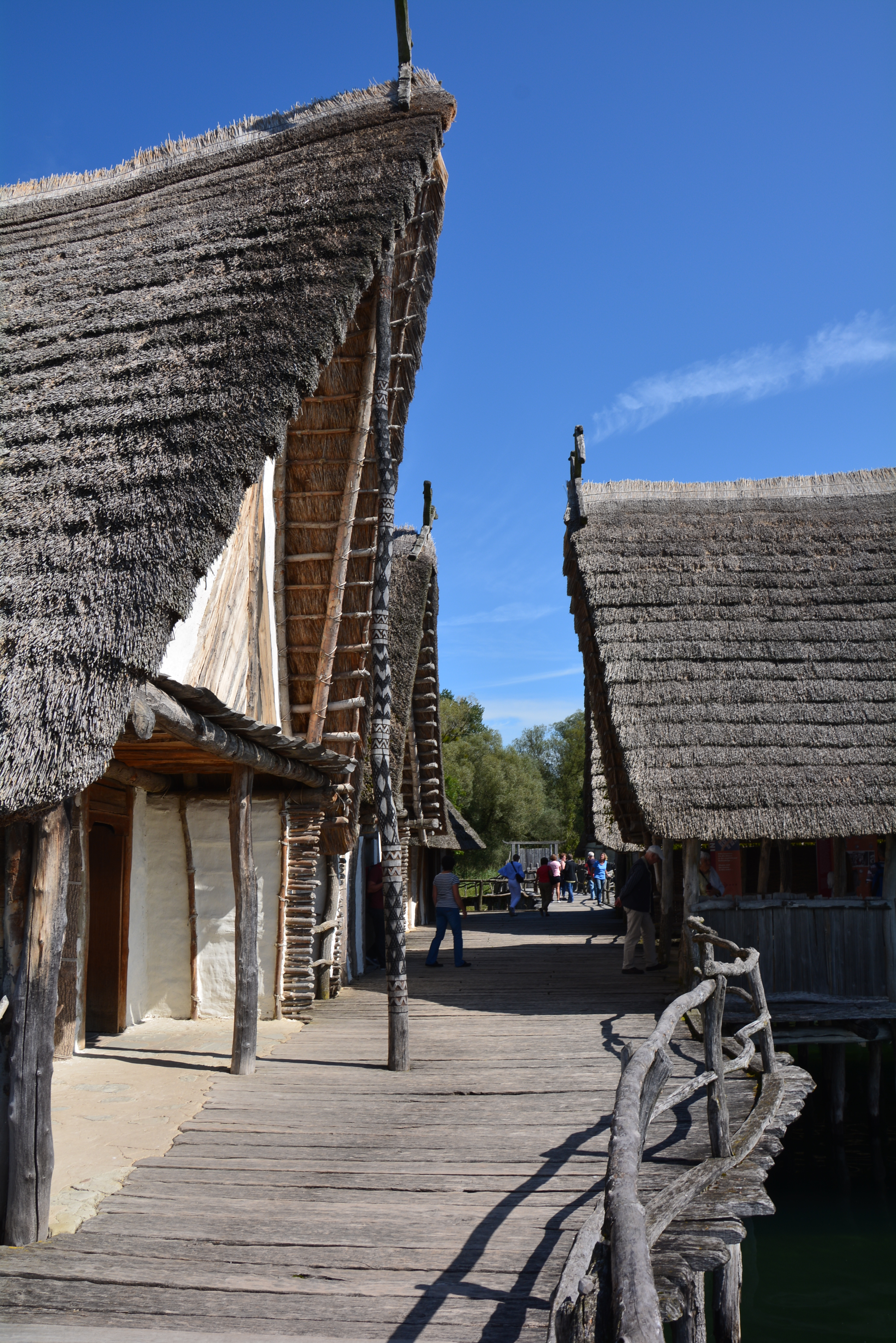
운터룰딩겐의 재건된 청동기 시대의 집들

이 문화에 속하는 다양한 지역 그룹으로 인해 민족 획일성의 존재를 배제할 수 있다. 마리야 김부타스는 다양한 중앙 유럽 지역 그룹을 원시 켈트인, 원시 이탈리아인, 원시 베네티족, 원시 일리리아인 및 원시 프리지아인 (또한 원시 트라키아인 및 원시 도리아인)에 연결했다. 나중에 마이그레이션을 통해 역사적인 위치에 정착한다. 이 이동(일부에서는 논쟁이 됨)은 후기 청동기 시대 붕괴라고 불리는 기간에 발생했으며, 아마도 기후 변화로 인해 발생했을 것이다. 전사 귀족이 이끄는 농민과 목동 공동체는 서유럽과 남유럽의 다양한 지역에서 새로운 화장의식, 새로운 도자기 양식, 금속 제품의 대량 생산, 새로운 종교와 인도 유럽어 언어를 도입했다.

## 정착지
이전의 고분 문화에 비해 정착지 수가 급격히 증가했다. 그중 일부가 포괄적으로 발굴되었다. 종종 언덕 위나 강변에 있는 요새화된 정착지는 언필드 문화의 전형이다. 그들은 마른 돌이나 나무로 된 성벽으로 무겁게 요새화되어 있다. 개방형 정착지의 발굴은 드물지만, 나무 기둥과 토벽으로 지어진 3-4개의 통로가 있는 대형 주택이 일반적임을 보여준다. 구덩이 주거도 알려져 있다. 그것들은 지하실 역할을 했을 것이다.

### 요새 정착지
요새화된 언덕 위 정착지는 언필드 시대에 흔해졌다. 종종 둘레의 일부만 강화해야 하는 가파른 박차가 사용되었다. 현지에서 구할 수 있는 재료에 따라 건식 석조 벽, 돌이나 흙 또는 판자로 채워진 격자 모양의 목재 및 방벽 유형의 포스텐슐리츠마우어 요새가 사용되었다. 다른 요새화 된 정착지는 강 굴곡과 늪 지역을 사용했다.
금속 가공은 요새화된 정착지에 집중되어 있다. 독일 우라흐 근처의 룬더 베르크에서 25개의 석조 몰드가 발견되었다.
언덕 요새는 중심 장소로 해석된다. 일부 학자들은 언덕 요새의 출현을 전쟁 증가의 표시로 보고 있다. 대부분의 언덕 요새는 청동기 시대 말에 버려졌다.
요새화된 정착지의 예로는 독일의 불렌하이머 베르크, 에렌뷔르크, 호이니쉔부르크, 헤셀베르크, 뷔르크슈타터 베르크, 슈탈베르크, 쉘렌부르크, 파렌베르크, 글라우베르크 및 입프, 부르크슈탈코겔, 투나우 암 캄프와 오스트리아의 호우제베르크, 체코 공화국의 비스쿠핀, 폴란드의 Corneşti-Iarcuri, 산타나 및 텔레악, 루마니아, 세르비아의 Gradište Idoš, 헝가리의 Velem과 Csanádpalota-Földvár 등이 있다.
베룬(CR) 근처의 호르조비체 언덕 요새에서 50헥타르가 돌담으로 둘러싸여 있었다. 대부분의 정착촌은 훨씬 작다.
독일 불렌하이머 베르크의 30.5ha 고원은 후기 언필드 시대에 "큰 성벽으로 둘러싸인 도시 같은" 정착지였다. 발굴 조사 결과 인공적으로 올려진 테라스에 위치한 안뜰 유형의 건물을 포함하여 전체 고원에 걸쳐 밀집된 정착지가 밝혀졌다.
포스텐슐리츠마우어 유형의 벽으로 둘러싸인 약 30ha에 달하는 에렌뷔르크의 요새화된 정착지는 언필드 기간 동안 지역 중심지였으며, 지역 엘리트의 거주지였다.
루마니아의 코르네치-Iarcuri는 유럽에서 가장 큰 선사 시대 정착지로서 지름이 거의 6km에 달했으며, 4개의 요새 라인과 직경이 약 2km인 내부 정착지가 있었다. 자기 매핑과 발굴은 언필드 기간 동안 도시 특성의 밀집되고 잘 조직된 정착지가 존재함을 시사한다.
세르비아의 코르네치-Iarcuri 및 Gradište Idoš와 같은 "대형 요새"는 요새화 된 유적지를 포함하여 수많은 작은 정착지로 둘러싸여 있다. 그들은 후기 청동기 시대에 유럽 전역의 대규모 요새 기지를 향한 일반적인 움직임의 일부였으며, 아마도 새로운 스타일의 전쟁에 대응했을 것이다. 디자인, 물질문화, 루마니아와 세르비아의 거주 인구 밀도의 일반적인 획일성은 “공통의 정치적 틀 하에 조직되어야 하는 하나 이상의 다지역 사회를 나타낸다.”

### 야외 주거지

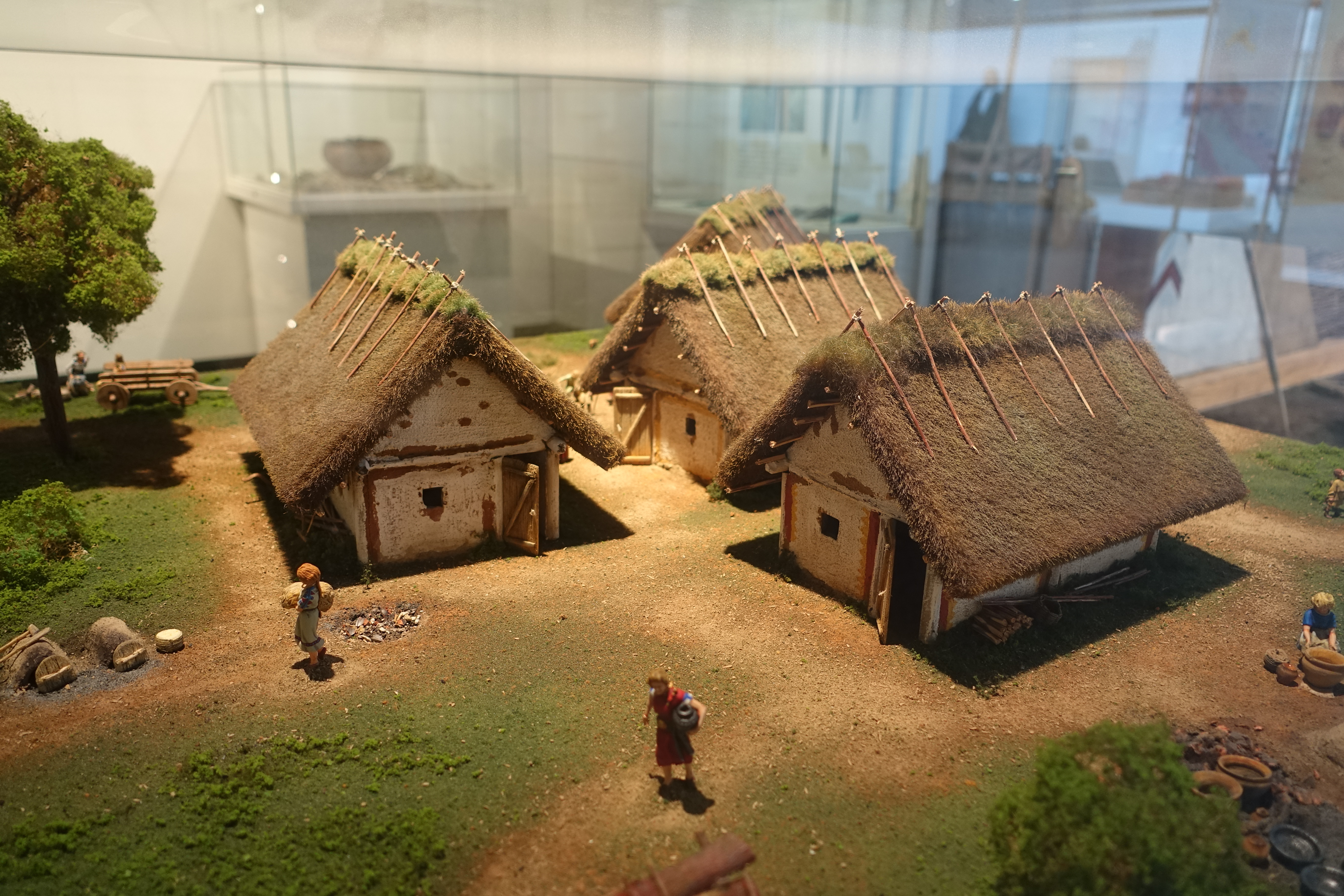
언필드 시대 마을 모형

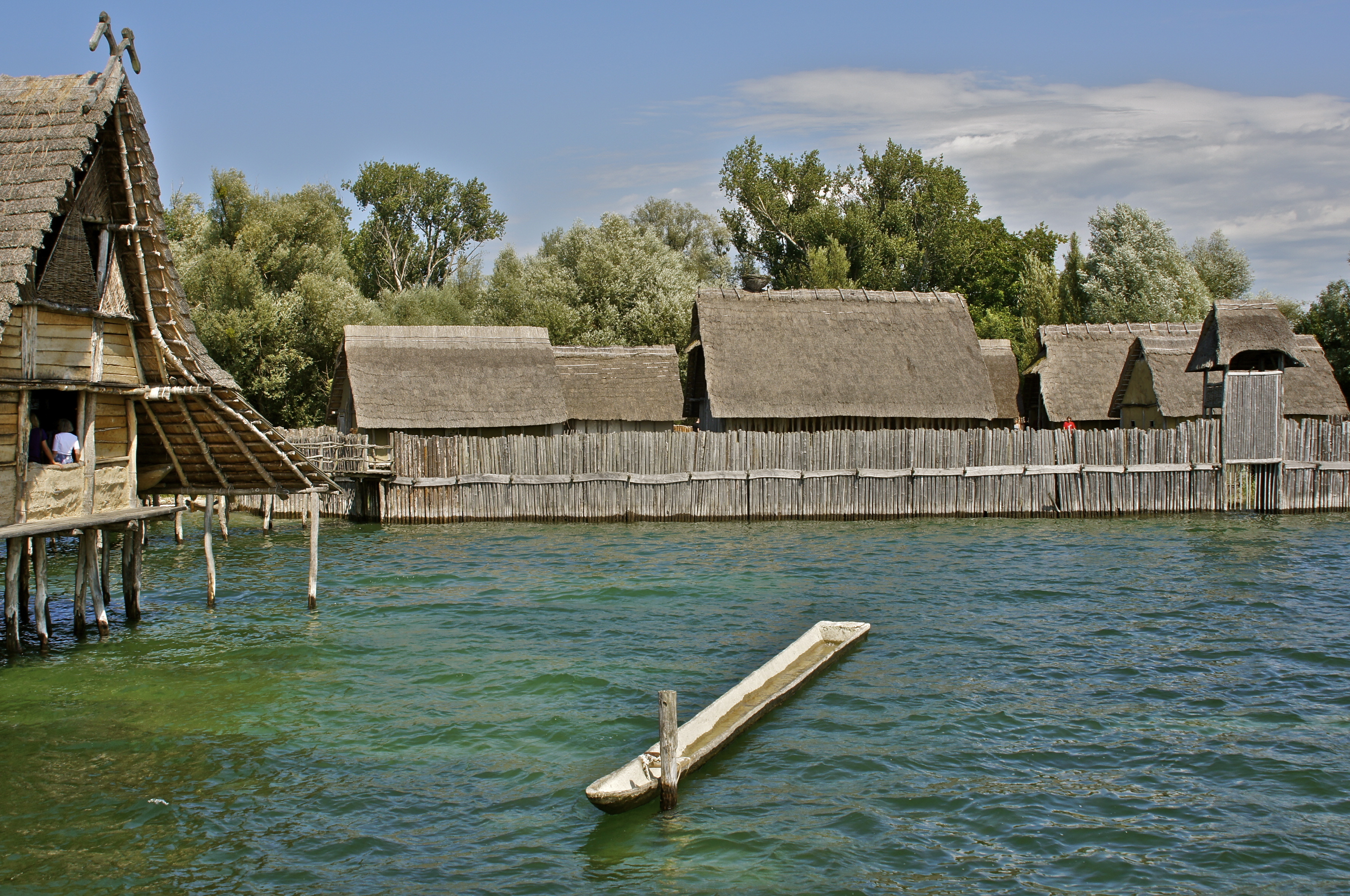
독일 보덴호 언터룰딩겐의 재건된 말뚝주거지역

집은 하나 또는 두 개의 통로였다. 일부는 룬더 베르크(독일 우라흐)에서 4.5m × 5m, 퀸치크(독일 바이에른)에서 5-8m 길이, 최대 20m 길이의 다른 것들도 있었다. 그들은 나무 기둥과 토벽으로 지어졌다. 로브치치키 (체코 모라비아)의 벨라티체 정착지에서 44채의 집이 발굴되었다. 큰 종 모양의 저장 구덩이는 크노비스 문화에서 알려져 있다. 라도니체(로우니)의 정착지에는 100개가 넘는 구덩이가 있었다. 그들은 아마도 곡물을 저장하고 상당한 잉여 생산을 보여주는 데 사용되었을 것이다.

### 말뚝 주거지
독일 남부와 스위스의 호수에는 수많은 말뚝 주택이 건설되었다. 그들은 토벽으로 만든 단순한 집이나 통나무로 지은 집으로 구성된다. 스위스 추크의 정착촌은 화재로 소실되었으며 이 시기의 물질문화와 정착 조직에 대한 중요한 통찰력을 제공한다. 그것은 또한 많은 덴드로-연대측정을 산출했다.

### 도기
도기는 일반적으로 매끄러운 표면과 일반적으로 날카롭게 융기된 윤곽으로 잘 만들어진다. 일부 형태는 금속 프로토타입을 모방하는 것으로 생각된다. 원통형 목이 있는 원뿔형 냄비가 특히 특징적이다. 일부 절개된 장식이 있지만, 표면의 많은 부분은 일반적으로 평야로 남아 있다. 플루트 장식이 일반적이다. 스위스 말뚝 주거지에서 절개 장식은 때때로 주석 호일로 상감되었다. 도자기 가마는 이미 알려져 있었는데(엘히니거 크로이츠, 바이에른 자유주) 용기의 균질한 표면에서도 알 수 있다. 다른 용기에는 손잡이가 달린 청동판(예니쇼비체 유형)과 큰 가마솥이 포함된다. 교차 부착물로. 나무 그릇은 예를 들어 오베르니에(뇌샤텔)에서와 같이 물에 잠긴 상황에서만 보존되었지만, 꽤 널리 퍼졌을 수 있다.

### 도구와 무기

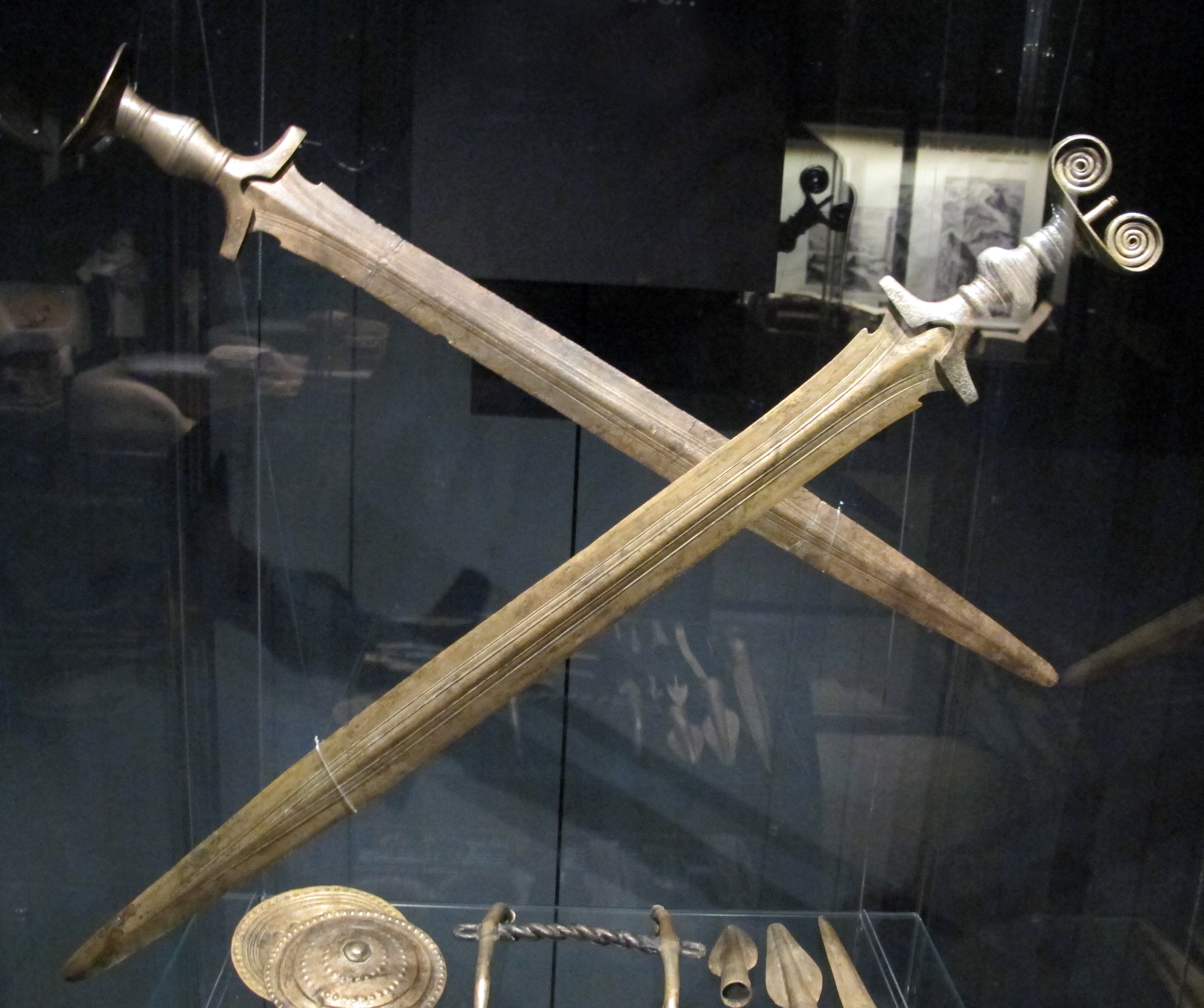
후기 청동기 시대 검, 기원전 10세기경. 스위스 주립 고고학 역사 박물관

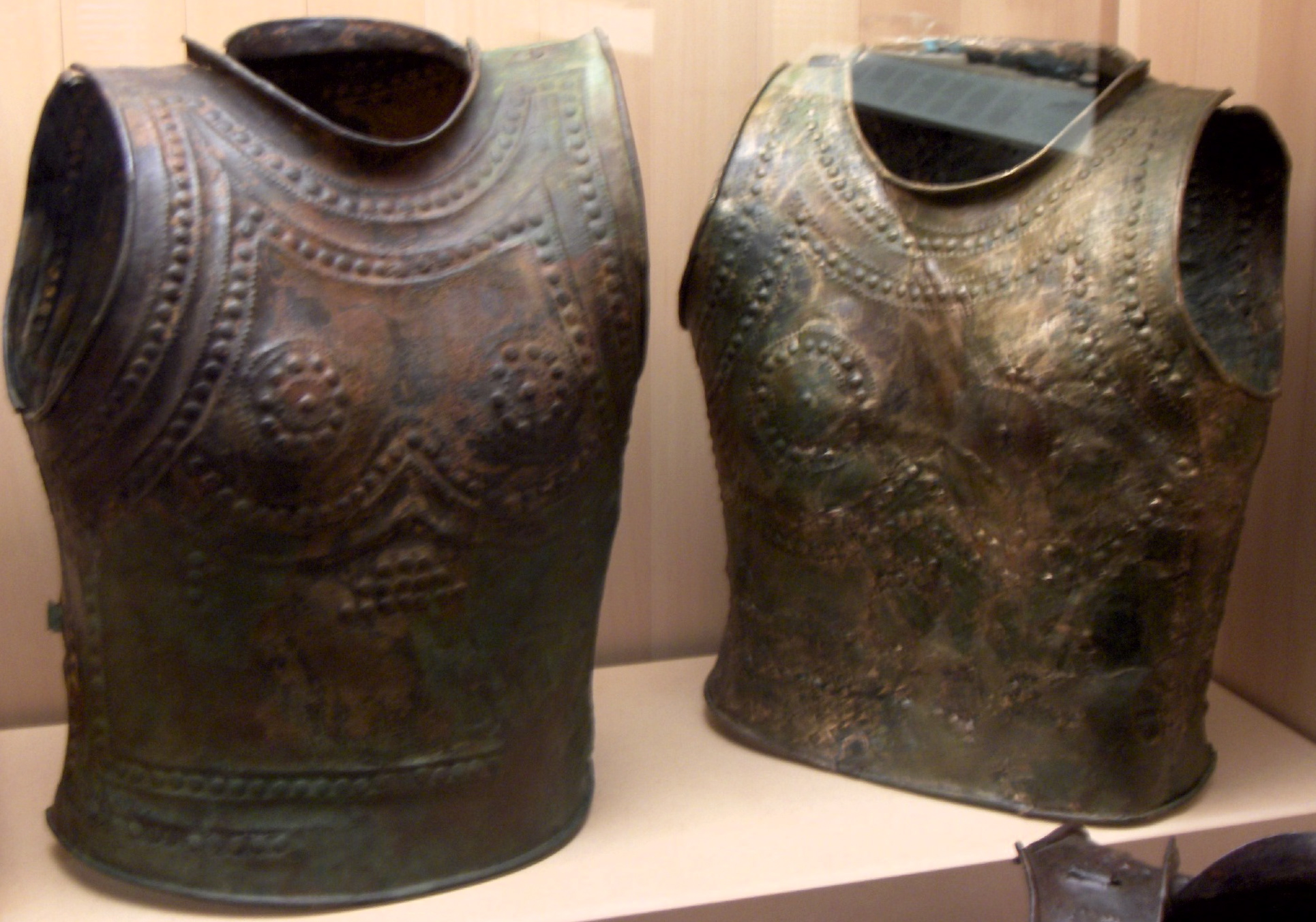
기원전 9세기 프랑스의 마르메세에서 출토된 청동 퀴라스

초기 언필드 시대(기원전 1300년)는 중부 유럽의 전사들이 모두 청동으로 만든 갑옷, 투구와 방패로 중무장할 수 있었던 시기였으며, 이는 아마도 미케네 그리스에서 아이디어를 차용했을 가능성이 크다.
잎 모양의 언필드 칼은 이전 고분 문화의 찌르는 칼과 달리 베기에 사용할 수 있다. 그것은 일반적으로 리카소를 소유했다. 칼자루도 일반적으로 청동으로 만들어졌다. 그것은 별도로 주조되었고 다른 합금으로 구성되었다. 이 단단한 칼날은 청동기 D(릭사임 칼)부터 알려졌다. 다른 칼에는 날이 엉켜 있고 아마도 나무, 뼈 또는 뿔 자루가 있었을 것이다. 플랜지 힐트 검의 자루에 유기 상감이 있다. 검에는 오베르니에, 크레스보른-헤미그코펜, 에르벤하임, 뫼링겐, 벨텐부르크, 헤미그코펜 및 타흘로비체 유형이 포함된다.
방패, 흉갑, 경갑 및 헬멧과 같은 보호 장비는 희귀하며 매장에서 거의 발견되지 않다. 청동 방패의 가장 잘 알려진 예는 보헤미아의 플젠에서 왔으며, 리벳이 달린 손잡이가 있다. 독일, 폴란드 서부, 덴마크, 영국 및 아일랜드에서 비슷한 조각이 발견되었다. 이탈리아 북부나 동알프스 지방에서 제작된 것으로 추정되며 나무 방패를 모방한 것이다. 아일랜드 늪지는 가죽 방패의 예를 산출했다(클론브린, Co. 웩스포드). 청동 흉갑은 청동기 D(Čaka, 무덤 II, 슬로바키아) 이후로 알려져 있다.

## 경제

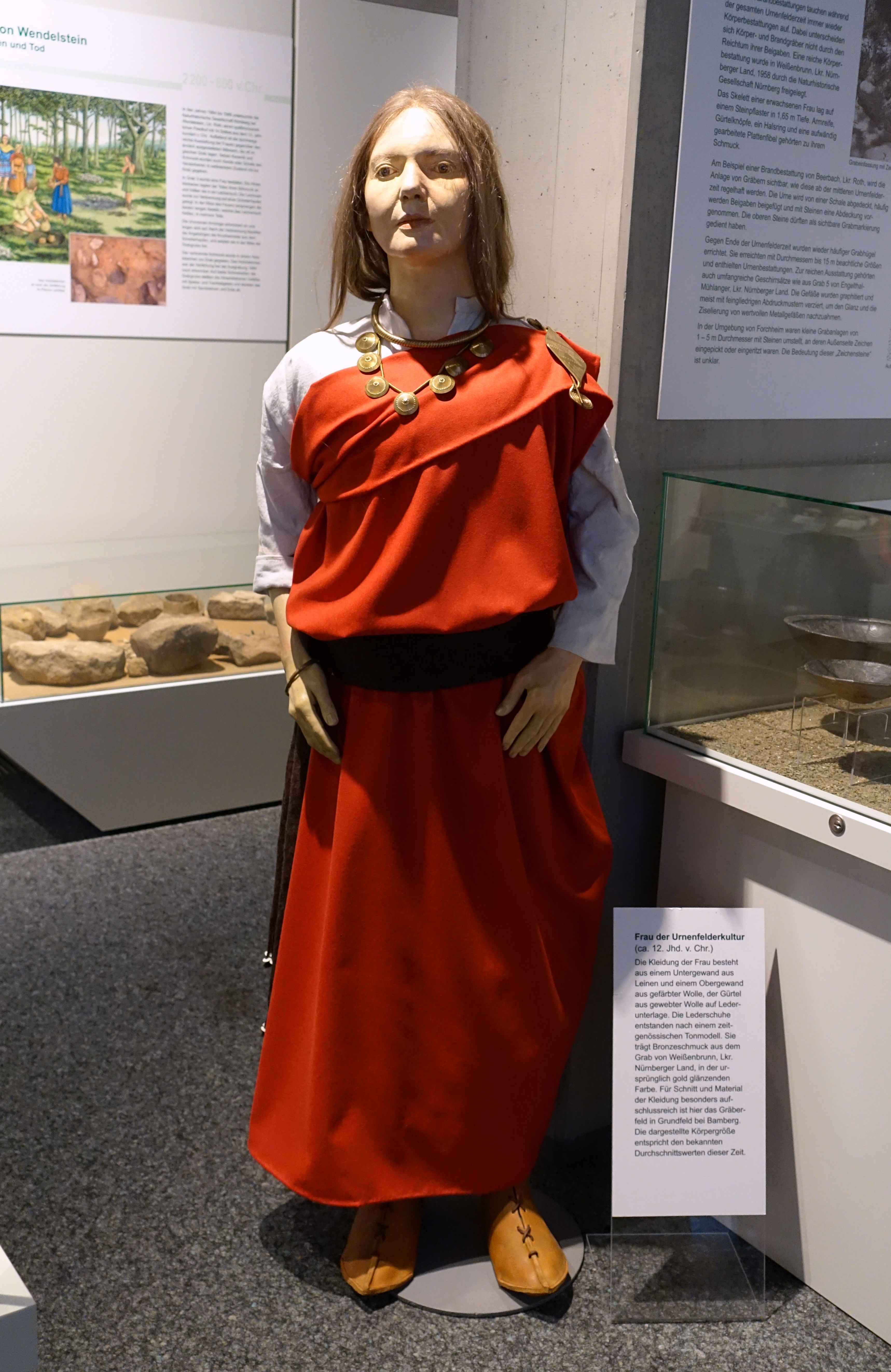
언필드 문화의 의상 (복원), 기원전 12세기 경, 독일 뉘른베르크 자연사 협회

소, 돼지, 양, 염소뿐만 아니라 말, 개, 거위도 사육되었다. 소는 기갑에서 1.20m의 높이로 다소 작았다. 말은 평균 1.25m로 그다지 크지 않았다.
삼림 벌채는 언필드 기간에 집중적이었다. 꽃가루 분석에서 볼 수 있듯이 아마도 열린 초원이 처음으로 만들어졌을 것이다. 이로 인해 강의 침식과 퇴적물 부하가 증가했다.
밀과 보리, 콩과 말콩이 재배되었다. 양귀비 씨앗은 기름이나 약으로 사용되었다. 기장과 귀리는 헝가리와 보헤미아에서 처음으로 재배되었고, 호밀은 이미 재배되었으며, 서쪽으로 가면 유해한 잡초에 불과했다. 아마는 주로 양모가 옷에 사용되었기 때문에 중요성이 감소된 것으로 보이다. 헤이즐넛, 사과, 배, 슬로 및 도토리가 수집되었다. 일부 부유한 무덤에는 포도주로 해석된 청동 체가 들어 있다. 이 음료는 남쪽에서 수입되었을 것이지만 이를 뒷받침하는 증거는 부족하다. 추크의 호숫가 정착지에서 철자와 기장으로 만든 국물의 잔해가 발견되었다. 라인강 하류의 항아리 밭에서는 누룩을 넣은 빵을 장작더미 위에 올려놓는 경우가 많았고 그로 인해 탄 파편이 보존되었다.
양모는 (스핀들 와류의 발견은 일반적임) 방적되고 날실 가중치 베틀로 짜여졌다. 재봉에는 청동 바늘(운터울딩겐)이 사용되었다.
언필드 문화가 초기 고분 문화보다 습한 기후 기간과 관련이 있다는 제안이 있다. 이것은 피레네 산맥과 알프스 북쪽의 중위도 겨울 폭풍의 전환과 관련이 있을 수 있으며, 아마도 지중해 분지의 더 건조한 조건과 관련이 있을 수 있다.

## 기수법

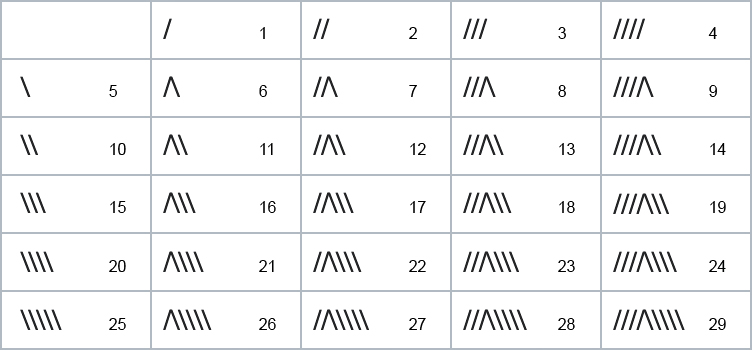
주조 기호 숫자 체계

청동기 시대로 거슬러 올라가는 낫의 대규모 비장이 중부 유럽 전역에서 발굴되었으며, 다양한 주조 표시가 있다. 언필드 시대부터 독일의 프란클레벤 보관함과 기타 낫 보관함을 분석한 결과 낫의 표시가 음력과 관련된 숫자 체계를 구성한다는 사실을 발견했다. 할레 주립 선사시대 박물관은 다음과 같이 언급한다.
| “ | 많은 낫에는 선 모양의 표시가 있다. 이러한 브랜드의 범위와 순서는 정의된 패턴을 따른다. 이 수화는 쓰기 체계의 사전 형식으로 해석될 수 있다. 두 가지 유형의 기호가 있다. 버튼 아래에 있는 선 모양의 표시와 낫 모양의 비스듬한 부분이나 바닥에 있는 표시이다. 고고학자 크리스토프 좀머펠트는 규칙을 조사한 결과 주조 자국이 1개에서 9개의 갈비뼈로 구성되어 있음을 깨달았다. 4개의 왼손, 개별적으로 계산된 스트로크 후에 오른쪽에 5개의 그룹으로 묶음이 따른다. 이것은 29에 도달하는 계산 시스템을 만든다. 태음월 궤도는 29일 또는 밤 동안 지속된다. 이 숫자와 낫의 달 모양은 획 그룹이 달력의 페이지, 월간 주기의 한 지점으로 해석되어야 함을 시사한다. | ” |

낫은 또한 좀머펠트(1994)가 ‘개념적 기호’ 또는 일종의 원형 작성을 나타낼 수 있다고 제안한 다른 표시나 기호를 특징으로 한다. 청동기 시대 유럽 전역의 낫과 도구에 있는 표시는 다른 저자에 의해 소유권 표시, 기호 체계, 숫자 체계 또는 의미를 알 수 없는 “정보 단위”로 해석되었다.
‘카운팅 마크’는 또한 무역과 관련된 것으로 추정되는 언필드 시대의 청동 팔걸이와 주괴에서 확인되었다. 도자기에서 발견되는 유사한 표시는 달력 기능을 제공하는 것으로 해석되었다.

## 황금모자
얇은 금판으로 만든 정교한 원뿔 모양의 모자 4개가 독일과 프랑스에서 발견되었으며, 기원전 1400-800년으로 추정된다. 그들은 “왕-사제”나 신탁이 의식용 모자로 썼을 것으로 생각된다.
황금 모자는 전체 길이와 범위를 따라 장신구 띠로 덮여 있다. 장식품(대부분 디스크와 동심원, 때로는 바퀴, 초승달, 뾰족한 타원형 및 삼각형)은 우표, 롤 또는 빗을 사용하여 구멍을 뚫었다. 베를린 금모자를 분석한 결과, 그 장신구가 음양력의 메토닉 주기를 나타내는 체계적인 패턴을 형성하는 것으로 나타났다. 빌프리트 멩그힌에 따르면 “모자에 있는 기호는 태양과 달의 움직임을 미리 계산할 수 있는 로그 테이블이다.” 비슷한 장신구가 에베르스발데 보물의 금그릇에서 발견된다. 그중 일부는 달력 정보도 포함한다. 독일의 불렌하이머 베르크, 헝가리의 벨렘의 금 왕관과 원형 무늬장식품, 덴마크의 트룬드홀름 태양 전차의 금 제품에 대한 천문학적 및 달력적 해석도 제안되었다. 원뿔형 금색 모자는 스페인의 카스코 데 레이로와 아일랜드의 코머퍼드 크라운과 연결되어 있으며, 유사한 기호가 있다.
고고학자 가보 일론은 벨렘 왕관에 대한 분석에서 “동일하고, 일관된 영적 배경을 구현하는 동일한 상징 세트로 장식된 사회적 전시”라고 썼다. 국립 고고학 박물관에 따르면 “이 귀중하고 눈에 띄게 제작된 물건은 의심할 여지 없이 엄격하게 계층적이며 고급 기술 및 천문학 지식을 갖춘 복잡한 사회를 불러일으키며 현장 작업을 중심으로 구성된다.”

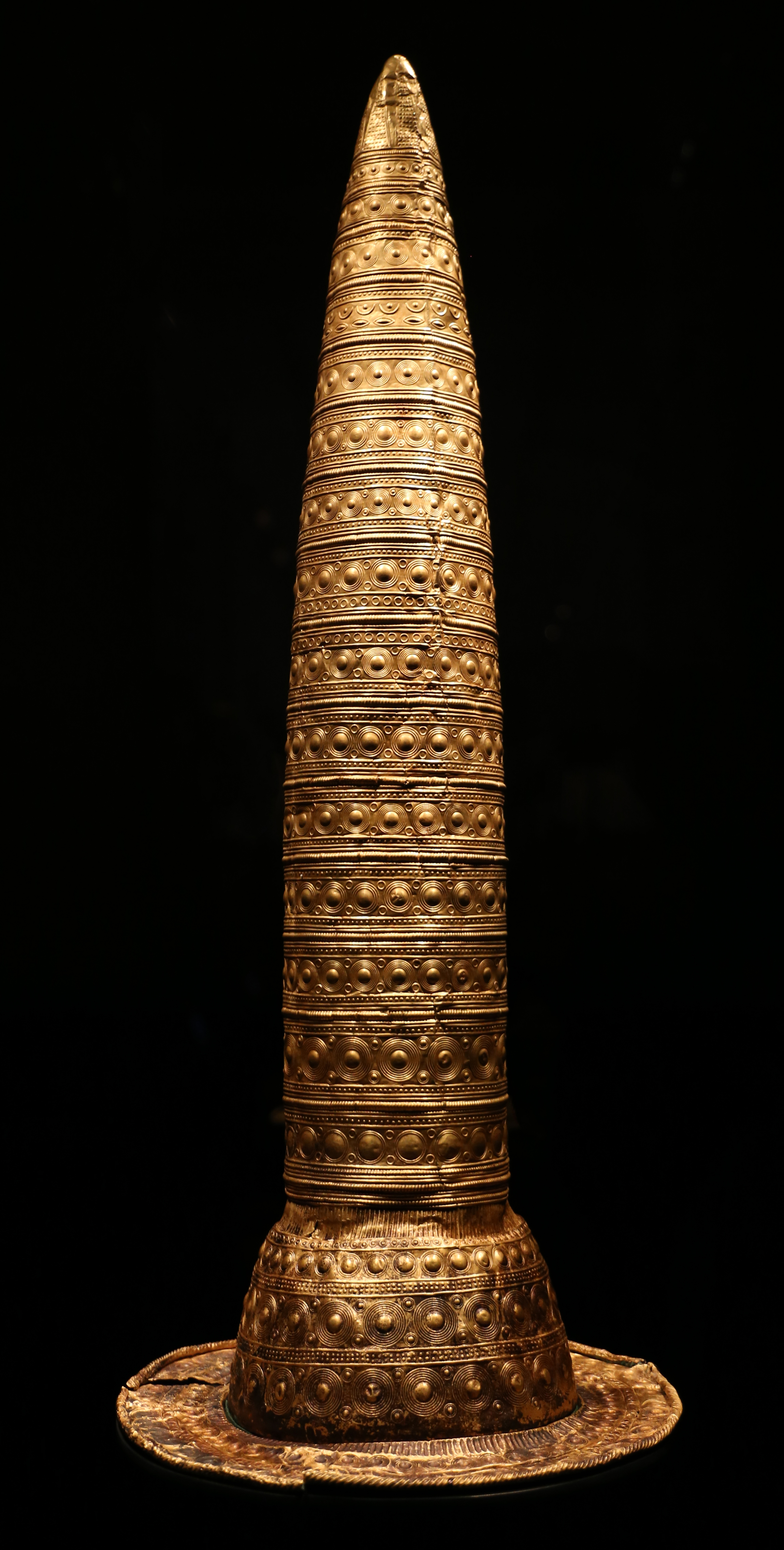
베를린 황금 모자, 베를린 신 박물관
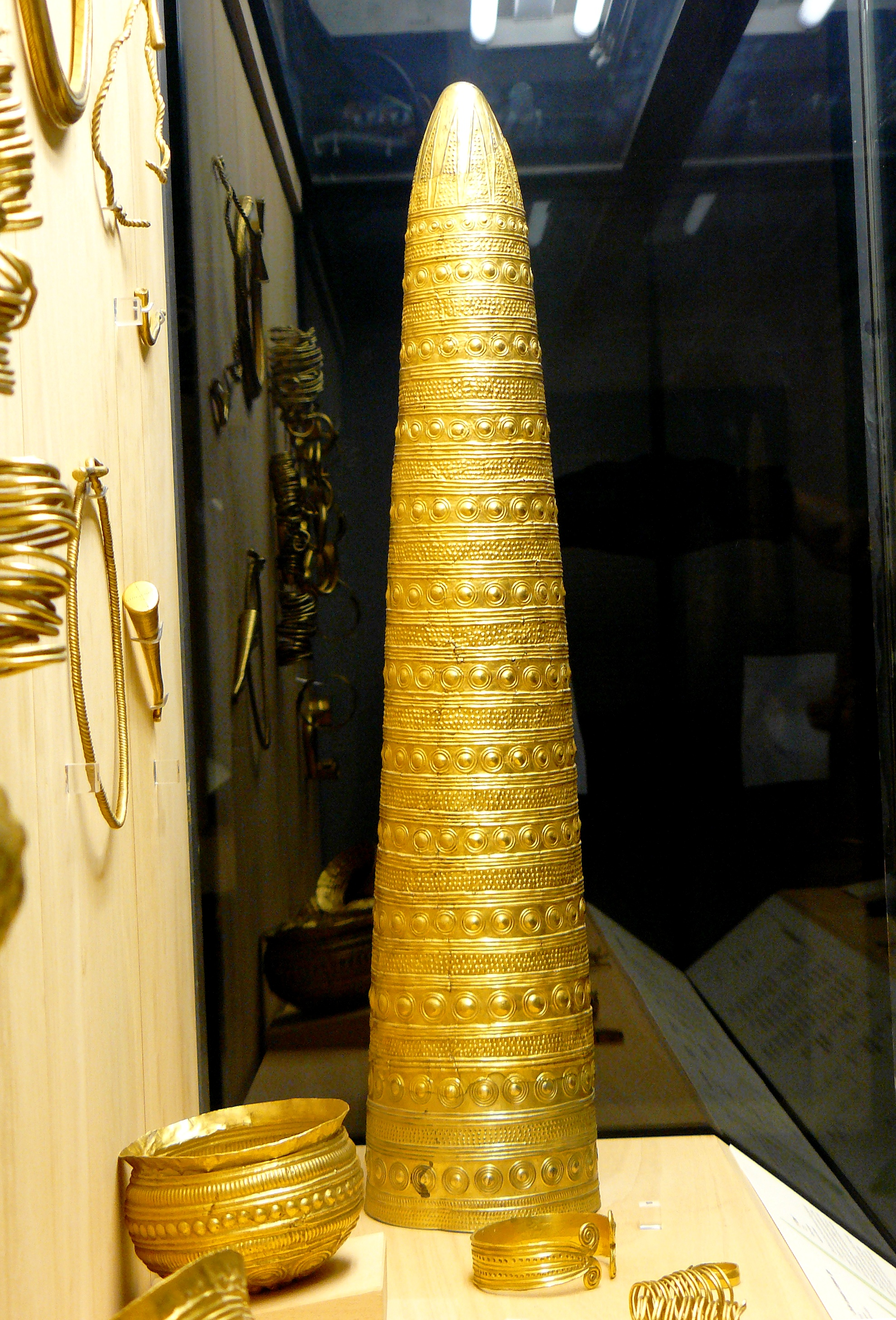
프랑스 국립 고고학 박물관 아방톤 황금 모자
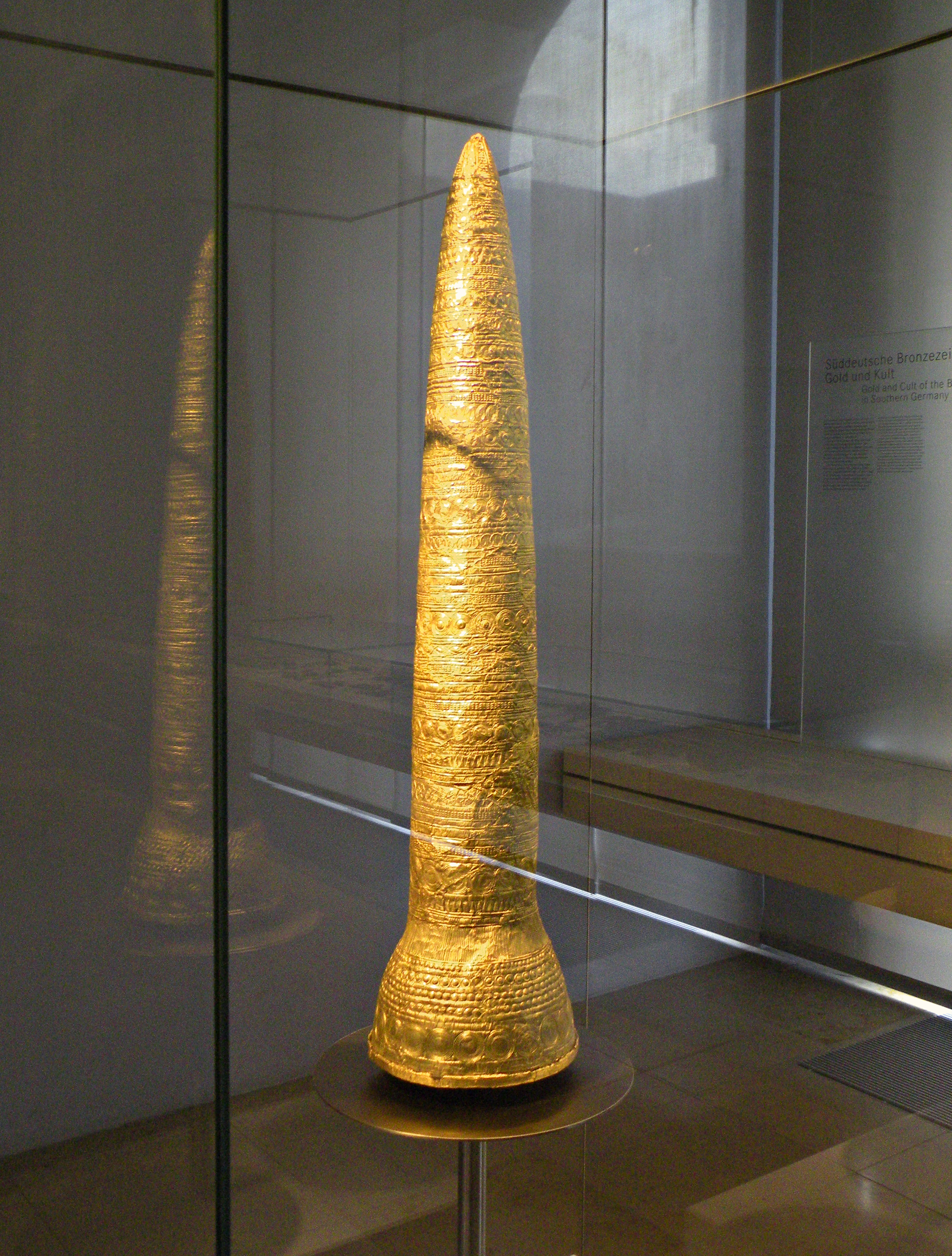
에첼스도르프-브흐 황금 모자, 게르만 국립박물관
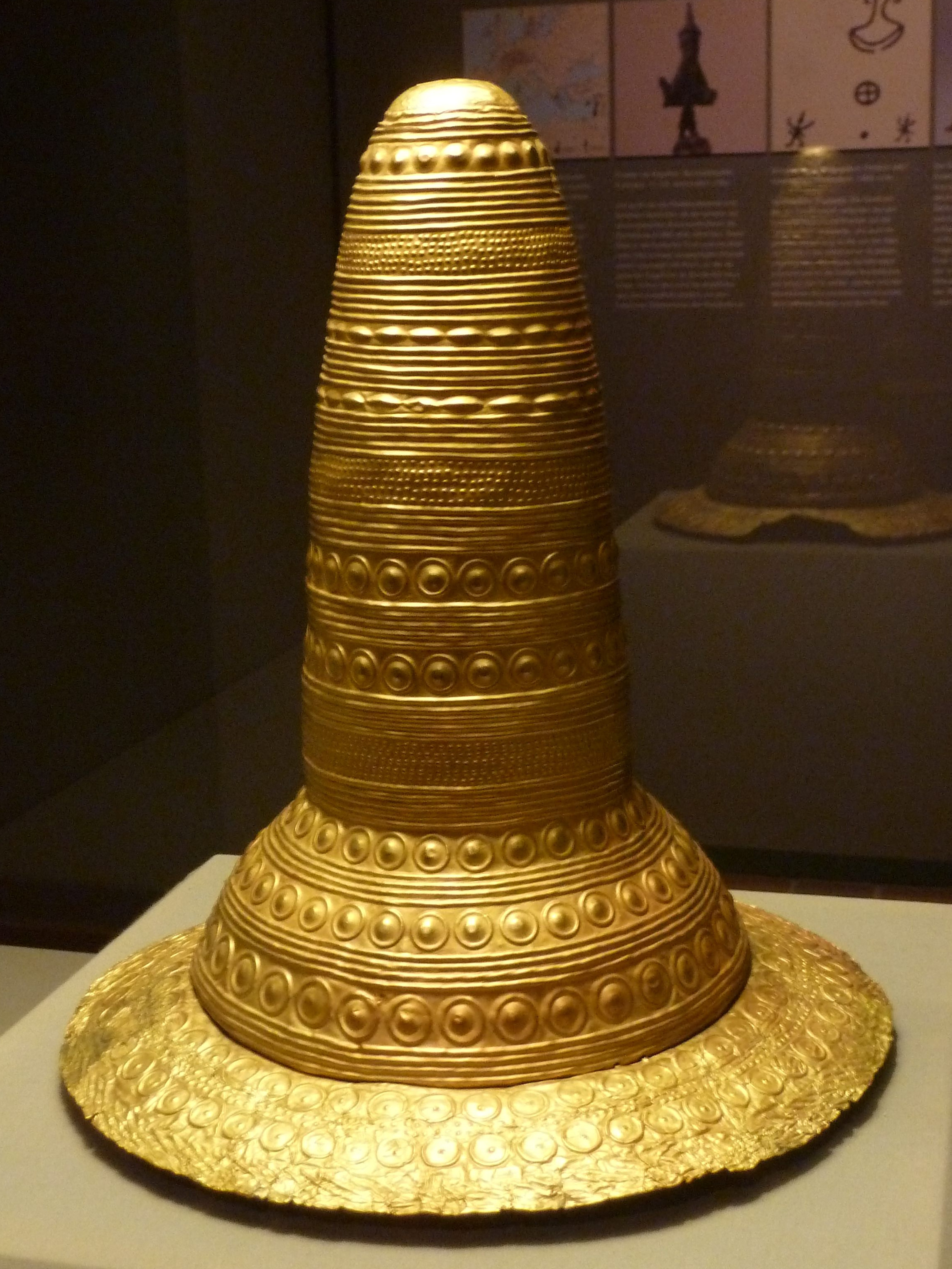
시퍼슈타트 황금 모자, 팔라티나테 역사박물관
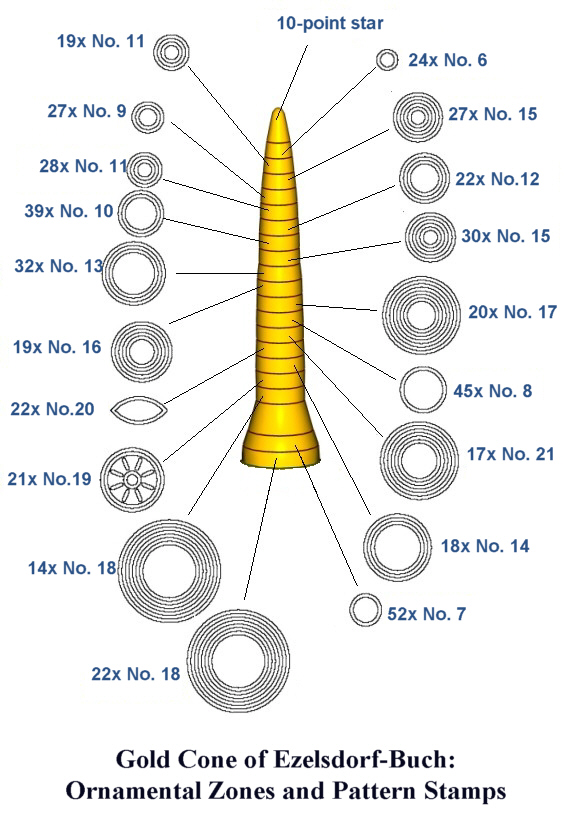
에첼스도르프-부흐, 장식과 우표에 대한 도식적인 묘사
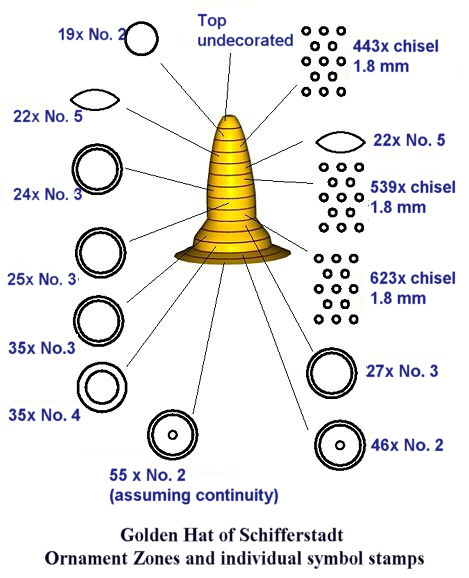
시퍼슈타트, 장식과 도장에 대한 도식적인 묘사

## 장례 관습

### 고분

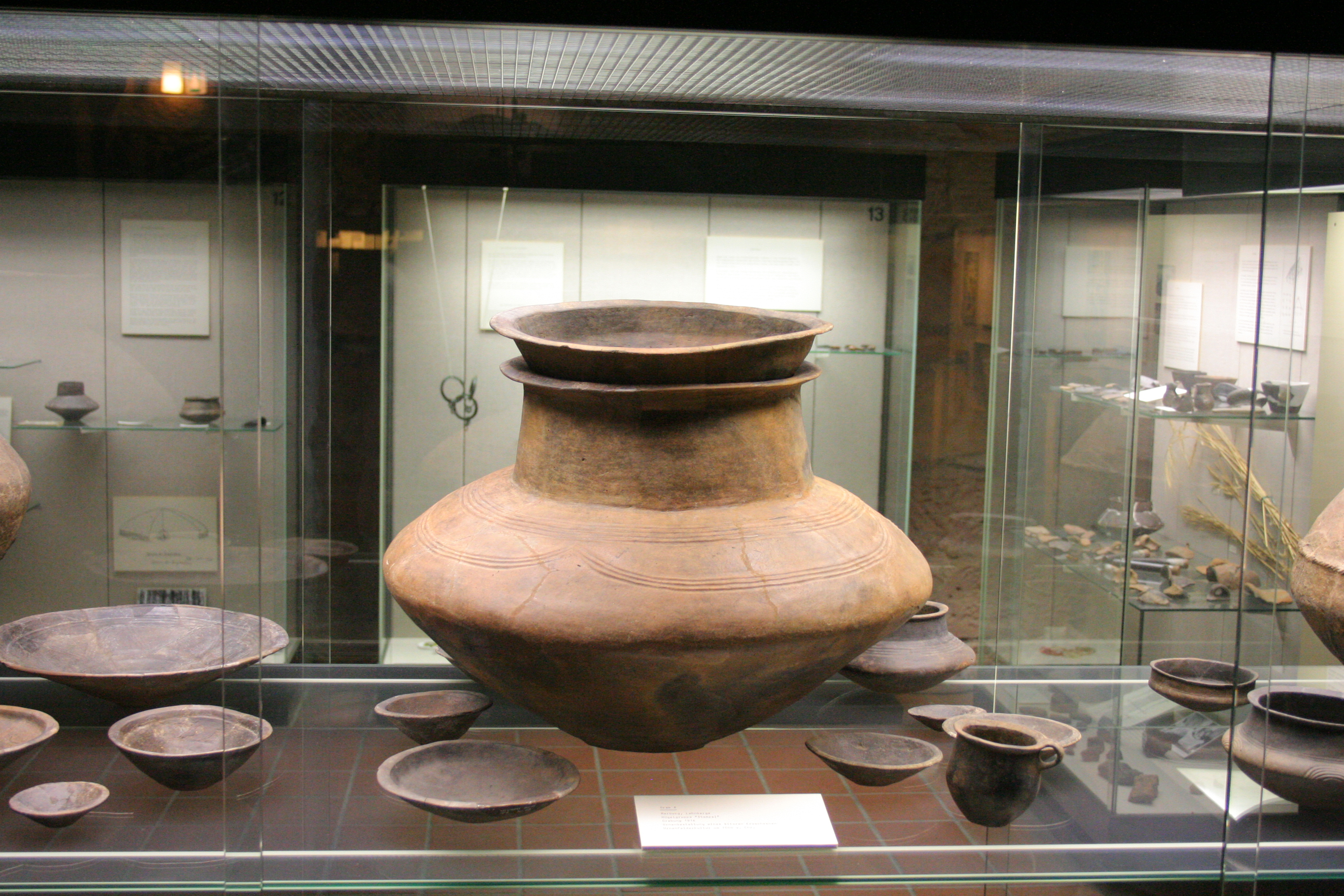
재를 담는 항아리와 무덤 부장품을 담는 그릇

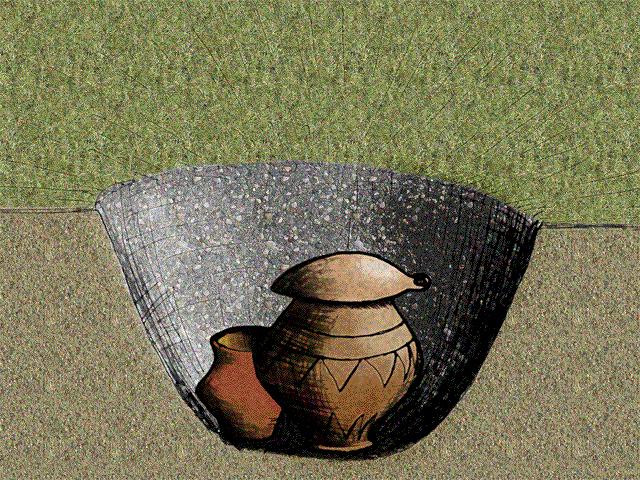
전형적인 화장 항아리 매장

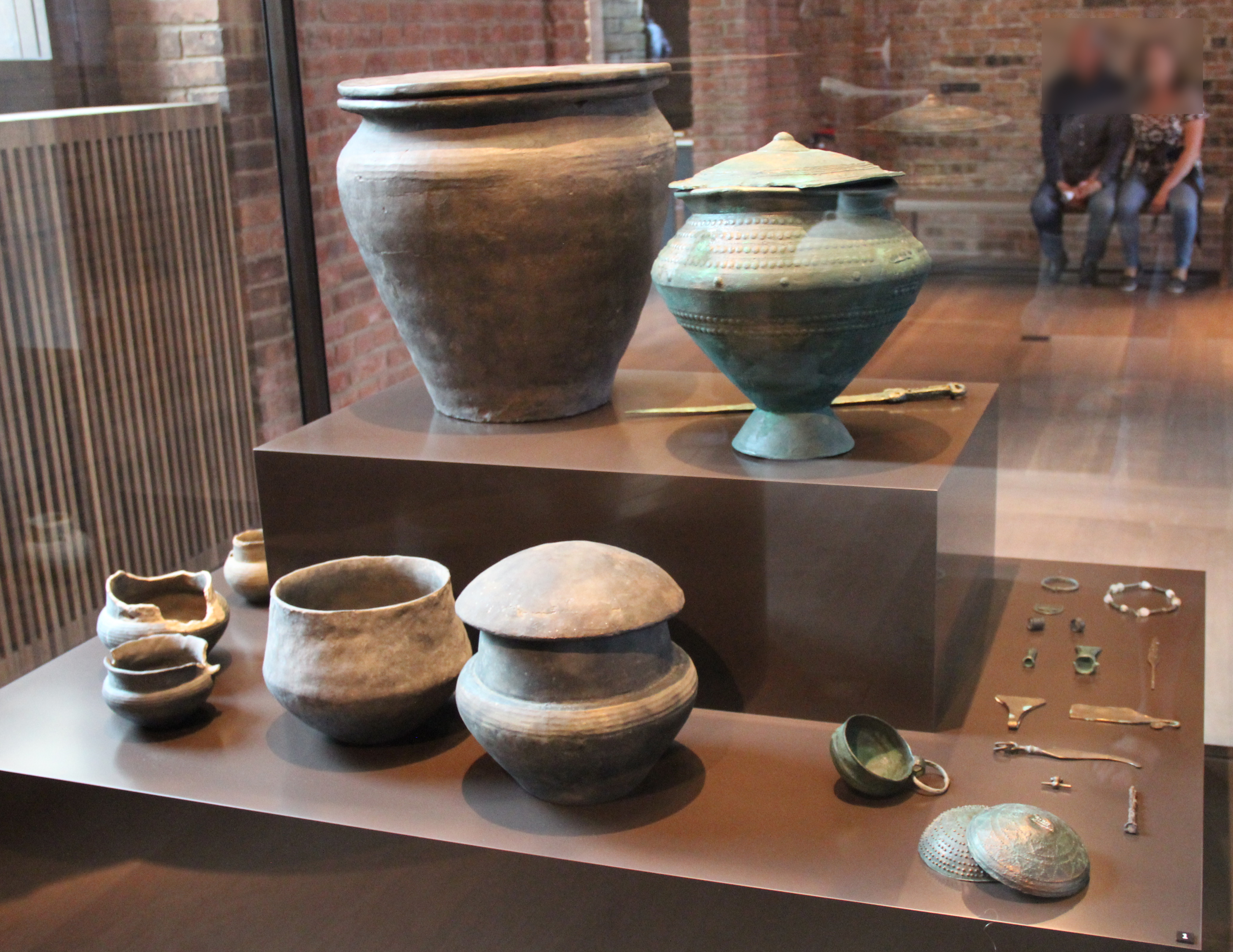
제딘 무덤 내용물

고분 시대에는 적어도 사회 상류층에서는 무덤 아래에서 여러 차례의 발굴이 일반적이었다. 언필드 시대에는 일부 무덤이 존재하기는 하지만 단일 평지 무덤에서 매몰 및 매장이 우세하다.
언필드 시대의 초기 단계에서는 사람 모양의 무덤을 파고 때로는 돌을 깔아 바닥에 깔아 화장한 고인의 유해를 깔았다. 나중에서야 항아리에 매장하는 것이 보편화되었다. 일부 학자들은 이것이 삶과 내세에 대한 사람들의 믿음이나 신화에 근본적인 변화를 가져왔을 수 있다고 추측한다.
언필드 고분의 크기는 가변적이다. 바이에른에서는 수백 개의 매장이 있을 수 있지만 다우트메르겐의 바덴-뷔르템베르케에 있는 가장 큰 묘지에는 30개의 무덤만 있다. 죽은 자는 장작 더미 위에 올려지고 개인 장신구로 덮여 있었는데, 이는 종종 불의 흔적과 때로는 음식 제물을 보여준다. 화장된 유골은 로마시대보다 훨씬 커서 목재를 덜 사용했음을 알 수 있다. 종종 뼈가 불완전하게 수집된다. 대부분의 항아리는 청동기 시대가 끝나면서 버려지고 니더라인 항아리만 초기 철기 시대에 계속 사용된다(Ha C, 때로는 D까지).
화장된 뼈는 단순한 구덩이에 넣을 수 있다. 때로는 뼈의 밀도가 높은 농도가 유기 물질의 용기를 나타내고 때로는 뼈가 단순히 산산조각이 났음을 나타낸다.
뼈를 항아리에 넣으면 얕은 그릇이나 돌로 덮는 경우가 많았다. 특별한 유형의 매장(종묘)에서 항아리는 거꾸로 된 더 큰 그릇으로 완전히 덮여 있다. 무덤은 거의 겹치지 않기 때문에 나무 기둥이나 돌로 표시했을 수 있다. 돌로 된 무덤은 언슈트루트 그룹의 전형이다.

### 무덤 부장품
화장된 뼈가 들어 있는 항아리는 종종 그릇이나 컵과 같은 더 작은 다른 도자기 그릇과 함께 제공된다. 그들은 음식을 포함했을 수 있다. 항아리는 종종 조립품의 중앙에 배치된다. 종종 이러한 배는 장작더미에 올려놓지 않았다. 금속 무덤 선물에는 면도기, 종종 의도적으로 파괴된(구부러지거나 부러진) 무기, 팔찌, 펜던트 및 핀이 포함된다. 금속 무덤 선물은 언필드 문화가 끝나갈수록 희귀해지며 보물의 수는 증가한다. 불에 탄 동물의 뼈가 종종 발견되며 음식으로 장작더미 위에 올려놓았을 수 있다. 세딘의 무덤에 있는 담비뼈는 의복(가죽)에 속했을 수 있다. 호박 또는 유리 구슬(Pfahlbautönnchen)은 사치품이다.

### 상류층 무덤
상류층 매장은 나무로 된 방, 드물게는 돌로 된 시스(cists)나 돌로 포장된 바닥이 있고 무덤이나 돌무더기로 덮인 방에 안치되었다. 무덤에는 특히 정교하게 만들어진 도자기, 동물 뼈, 일반적으로 돼지 뼈, 때로는 금반지나 시트, 예외적인 경우 미니어처 마차가 들어 있다. 이 풍부한 매장 중 일부에는 한 명 이상의 유해가 포함되어 있다. 이 경우 여성과 어린이는 일반적으로 희생으로 간주된다. 그러나 후기 청동기 시대의 지위 분포와 사회 구조에 대해 더 많이 알려질 때까지는 이 해석을 주의해서 보아야 한다. 언필드 시대가 끝나갈 무렵, 일부 시신은 호메로스와 베오울프의 매장 (추가 배 매장 요소 포함)에 의해 설명된 대로 그 자리에서 불태운 다음 파트로클로스의 매장을 연상시키는 무덤으로 덮였다. 세딘의 무덤 (기원전 9세기)은 그리스와 이탈리아의 현대 엘리트 매장과 매우 유사하기 때문에 “호메로스 매장”으로 묘사되었다. 초기 철기 시대에 매장이 다시 규칙이 되었다.

## 숭배

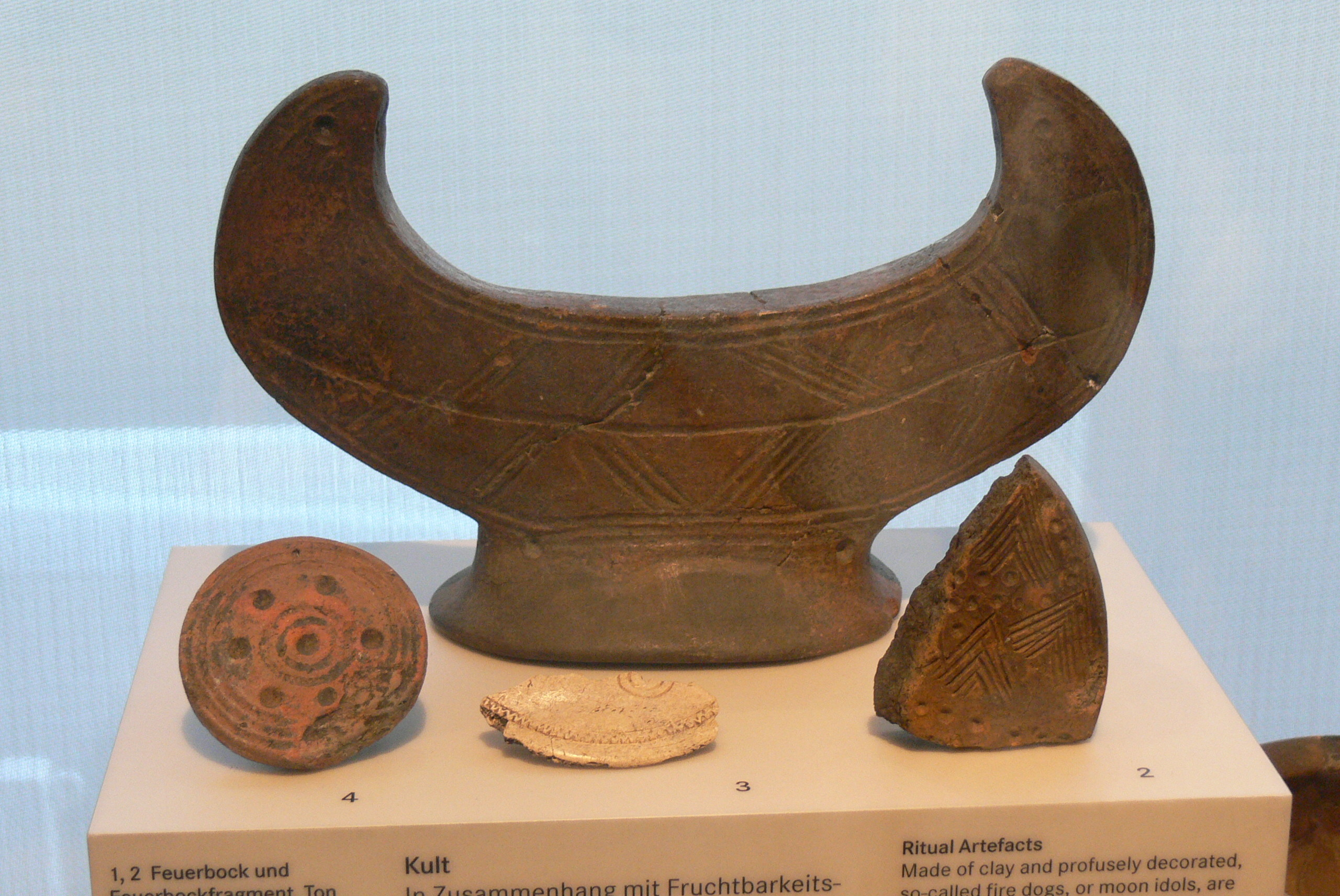
초승달 모양의 장작받침

물새에 대한 집착은 수많은 그림과 입체적 표현으로 나타난다. 강과 늪에 쌓인 비축물과 결합하여 물과 관련된 종교적 신념을 나타낸다. 이것은 일부 학자들이 후기 청동기 시대에 심각한 가뭄을 믿게 만들었다. 때때로 물새는 소위 태양-바로크 모티프라고 불리는 원과 결합된다. 달 모양의 점토 장작 받침은 초승달 모양의 면도기와 마찬가지로 종교적 의미가 있다고 생각된다.
튀링겐의 키프호이 저 동굴에는 머리가 없는 해골과 희생물로 해석되는 동물 뼈가 있다. 기타 퇴적물에는 곡물, 매듭이 있는 식물성 섬유, 머리카락 및 청동 물체(도끼, 펜던트 및 핀)가 포함된다. 이트 동굴(니더작센)은 비교 자료를 산출했다.

## 유전 분석
2015년 3월 〈네이처〉지에 발표된 유전 연구는 기원전 1100-1000년경 독일 할버슈타트에 묻힌 언필드 남성의 유해를 조사했다. 그는 부계 일배체형 R1a1a1b1a2와 모계 일배체형 H23의 보인자인 것으로 밝혀졌다.
2019년 3월 〈사이언스〉 지에 발표된 유전 연구에 따르면 청동기 시대에서 철기 시대로 넘어가는 동안 이베리아에서 북 - 중부 유럽 가계가 크게 증가한 것으로 나타났다. 이 연구의 저자는 언필드 문화의 확산이 이러한 전환과 관련이 있다고 제안했으며, 그 기간 동안 켈티베리아인이 등장했을 수 있다. 연구에서 조사된 켈티베리아인 남성은 부계 하플로그룹 I2a1a1a의 보인자로 밝혀졌다.
2019년 11월 사이언스지에 발표된 유전 연구는 약 100년 사이에 이탈리아 마르티시 쿠로에 묻힌 원-빌라노반 문화의 여성 유골을 조사했다. 기원전 900년과 기원전 800년. 그녀는 모계 하플로그룹 U5a2b를 보유하고 있었다.

## 같이 보기
- 북유럽 청동기 시대
- 분구문화
- 할슈타트 문화
- 루사티아 문화
- 태양신